# Editura Prut Internațional
Prut Internațional este o editură din Republica Moldova, fondată în anul 1992.

## Istoric
Editura Prut Internațional și-a început activitatea prin publicarea materialelor didactice - manuale și auxiliare școlare -, ulterior dezvoltând nișa cărților pentru copii și adolescenți. În prezent, este cunoscută ca editură pentru copii. Colecțiile sale cuprind volume de poezie și proză, povești, cărți de colorat, cărți interactive, enciclopedii, atlase tematice. O colecție importantă, care se completează anual, este Biblioteca pentru toți copiii, cuprinzând opere din literatura română și universală. Redactor-șef și coordonator al redacției „Carte pentru copii” este scriitorul Vasile Romanciuc.
Editura Prut Internațional are distribuție în România și Republica Moldova.

## Autori
Printre autorii români de pe ambele maluri ale Prutului publicați de Editura Prut Internațional se numără și Mihai Eminescu, Grigore Vieru, Ion Creangă, Mihail Sadoveanu, Emil Gârleanu, Mircea Sântimbreanu, Cezar Petrescu, Victor Eftimiu, Ioan Al. Brătescu-Voinești, Ion Agârbiceanu, Dumitru Stăncescu, Petru Demetru Popescu, Simion Florea Marian, Aurel Scobioală, Vasile Romanciuc, Iulian Filip, Arcadie Suceveanu, Ianoș Țurcanu, Claudia Partole, Passionaria Stoicescu etc. Din literatura universală, la Prut Internațional au apărut: Jules Vernes, Charles Dickens, Mark Twain, Johanna Spyri, Walter Scott, Alphonse Daudet, Artur Conan Doyle, Anatole France, Lewis Carroll etc. Editura este în strânsă colaborare cu ilustratori ca Olga Cazacu, Victoria Rață, Stela Damaschin-Popa, Violeta Dabija.

## Relații de colaborare externă
Editura Prut Internațional colaborează cu edituri din Belgia, Franța, Italia, Spania, Marea Britanie, SUA.  

## Recunoaștere, premii
Editura Prut Internațional se află în Top 100 cele mai bune edituri din lume la categoria Carte pentru copii, potrivit clasamentului realizat de Consiliul Internațional de Carte pentru Copii și Tineret, IBBY Amsterdam. La saloanele naționale și internaționale de carte, cărțile, autorii și ilustratorii editurii obțin, în fiecare an, numeroase premii. În anul 1998, a fost desemnată „Editura anului” în cadrul Salonului Internațional de Carte pentru Copii și Tineret de la Chișinău. Același titlu l-a obținut în 2007, La Salonul Internațional Carte Românescă de la Iași. Începând cu anul 1998, 9 cărți apărute la Editura Prut Internațional au fost desemnate, de către Ministerul Culturii din Republica Moldova, „Cartea anului”. Premiile au fost acordate în cadrul Salonului Internațional de Carte pentru Copii și Tineret de la Chișinău scriitorilor: Dumitru Crudu, Nicolae Popa, Ianoș Țurcanu, Aureliu Busuioc, Vasile Romanciuc, Aurelian Silvestru, Aurel Scobioală, Arcadie Suceveanu și Iulian Filip, care, la edițiile următoare, au adus câte o carte-surpriză pentru vizitatorii salonului. În 2016, cartea-surpriză va veni din partea lui Dumitru Crudu, care a obținut, în 2015, titlul „Cartea anului” pentru „O bătrână de 11 ani”.